# Jimi Tenor
Jimi Tenor (ur. 1965 w Lahti jako Lassi Lehto), fiński saksofonista, projektant mody i eksperymentator. Swoją muzyczną karierę zaczynał w zespole Shamans, wykonującym muzykę industrial.

## Albumy wydane wraz z Shamans
- 1988 Total Capacity of 216,5 Litres
- 1989 Diktafon
- 1990 Mekanoid
- 1992 Fear of a Black Jesus

Swój pierwszy solowy album Sähkömies wydał w 1994 roku, największym hitem z tego albumu był utwór Take Me Baby.
Muzyka Jimiego Tenora charakteryzuje się mieszanką jazzu, funku i techno. W 2000 roku ukazała się płyta Out of Nowhere, 
nagrana w Polsce przy udziale Łódzkiej Orkiestry Symfonicznej. Przez pewne podobieństwo zewnętrzne, ekstrawagancki wizerunek sceniczny i zainteresowanie sztukami wizualnymi nazywany jest często Andy Warholem sceny muzycznej.

## Solowa dyskografia
- 1994 Sähkömies
- 1995 Europa
- 1997 Intervision
- 1998 Venera EP
- 1999 Organism
- 2000 Out Of Nowhere
- 2001 Cosmic Relief EP
- 2001 Utopian Dream
- 2003 Higher Planes
- 2004 Beyond The Stars

## Jimi Tenor & Kabu Kabu
- 2006 Sunrise EP
- 2007 Joystone
- 2008 4th dimension

## Jimi Tenor &Tony Allen
- 2009 Inspiration Information